# John Erskine, VI conde de Mar
John Erskine, conde de Mar, KT (1675  –  mayo de 1732) fue un jacobita escocés hijo mayor de Charles, conde de Mar (que murió en 1689), de quien heredó propiedades que estaban muy cargadas de deudas. Fue el XXIII conde de Mar en la primera creación del condado. También fue el sexto conde en la séptima creación (de 1565). Fue apodado "Bobbing John", por su tendencia a cambiar de una facción a otra, ya sea de Tory a Whig o de Hanoveriano a Jacobita. Privado del cargo por el nuevo rey en 1714, Mar elevó el nivel de rebelión contra los hannoverianos; En la batalla de Sheriffmuir en noviembre de 1715, las fuerzas de Mar superaron en número a las de su oponente, pero no logró la victoria. En Fetteresso su causa se perdió y Mar huyó a Francia, donde pasaría el resto de su vida. El parlamento aprobó una orden judicial de traición contra Mar en 1716 como castigo por su deslealtad, que no se levantó hasta 1824. Murió en 1732. 

## Vida

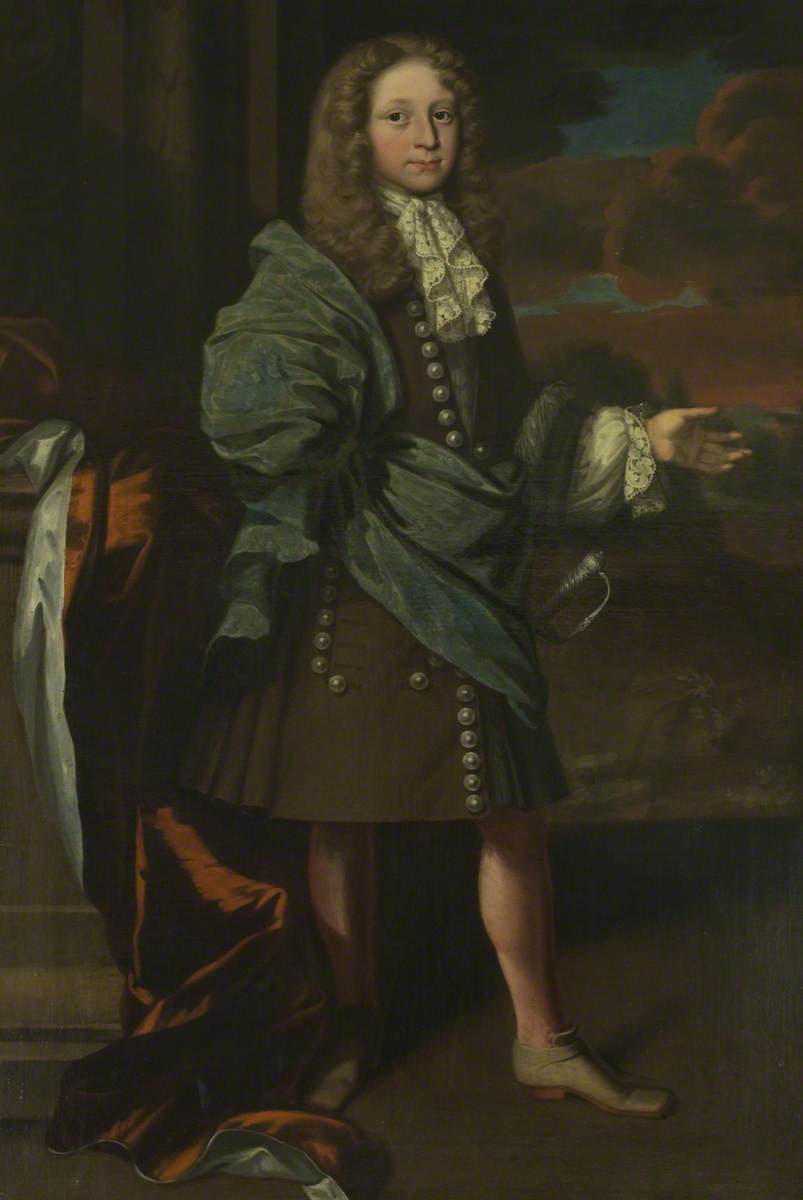
Retrato de John Erskine de niño pintado en 1690.

A comienzo del siglo XVIII Mar formaba parte de un partido favorable al gobierno, era uno de los Comisarios de la Unión, y fue nombrado Secretario de Estado escocés; deviniendo, después de la Unión de 1707, en noble representante de Escocia, Guardián del Sello, y Consejero Privado. En 1713 Mar fue nombrado Secretario de Estado británico por los Tories, pero no parece que hubiera tenido problemas en alinearse con los Whigs, y en 1714 aseguró su lealtad al nuevo rey, Jorge I. Aun así, como otro Tories, fue destituido de su cargo, y en agosto de 1715 acudió disfrazado a Escocia para ponerse al frente de los partidarios Jacobitas de Jacobo Eduardo, el Viejo Pretendiente.
Durante sus reuniones con muchos de los jefes de clan de las Highlands en Aboyne, Mar declaró un sincero deseo en favor de la independencia de Escocia. En Braemar, el 6 de septiembre de 1715, Erskine proclamó rey de Escocia, Inglaterra, Francia e Irlanda a Jacobo VIII, iniciando el levantamiento jacobita de 1715. El tamaño de su ejército fue aumentando progresivamente, pero se mostró como un general incompetente. Desperdició un tiempo precioso en Perth, lanzó un falso ataque contra Stirling, y apenas pudo ayudar a los jacobitas ingleses. En Sheriffmuir, donde se libró una batalla en noviembre de 1715, las fuerzas de Mar superaban en número ampliamente a las de su oponente, el duque de Argyll. La batalla fue en realidad acabó en tablas (el ala derecha de cada ejército derrotó al ala izquierda del otro). Sin embargo, la indecisión de Mar convirtió la batalla en una derrota estratégica para los jacobitas.
Mar se entrevistó con el Pretendiente en Fetteresso; Sin embargo, su causa estaba perdida y Mar y el Príncipe huyeron a Francia, donde pasaría el resto de su vida. El Parlamento de Gran Bretaña proscribió a Mar en 1716 como castigo por su deslealtad; no fue levantada hasta 1824. 
Mar buscó atraer a las potencias extranjeras al bando de los Estuardos, pero acabó perdiendo la confianza de los jacobitas. En 1721 aceptó una pensión de £ 3500 anuales de Jorge I, y al año siguiente su nombre es mencionado en relación con el juicio del obispo Atterbury, quien, según se afirma, había sido traicionado por Mar. Esta acusación puede resumirse tal vez como no probado. En el mejor de los casos, su conducta fue muy imprudente, por lo que en 1724 el Pretendiente finalmente rompió con Mar. Sus últimos años los pasó en París y en Aix-la-Chapelle, donde murió en 1732.

## Matrimonio y descendencia

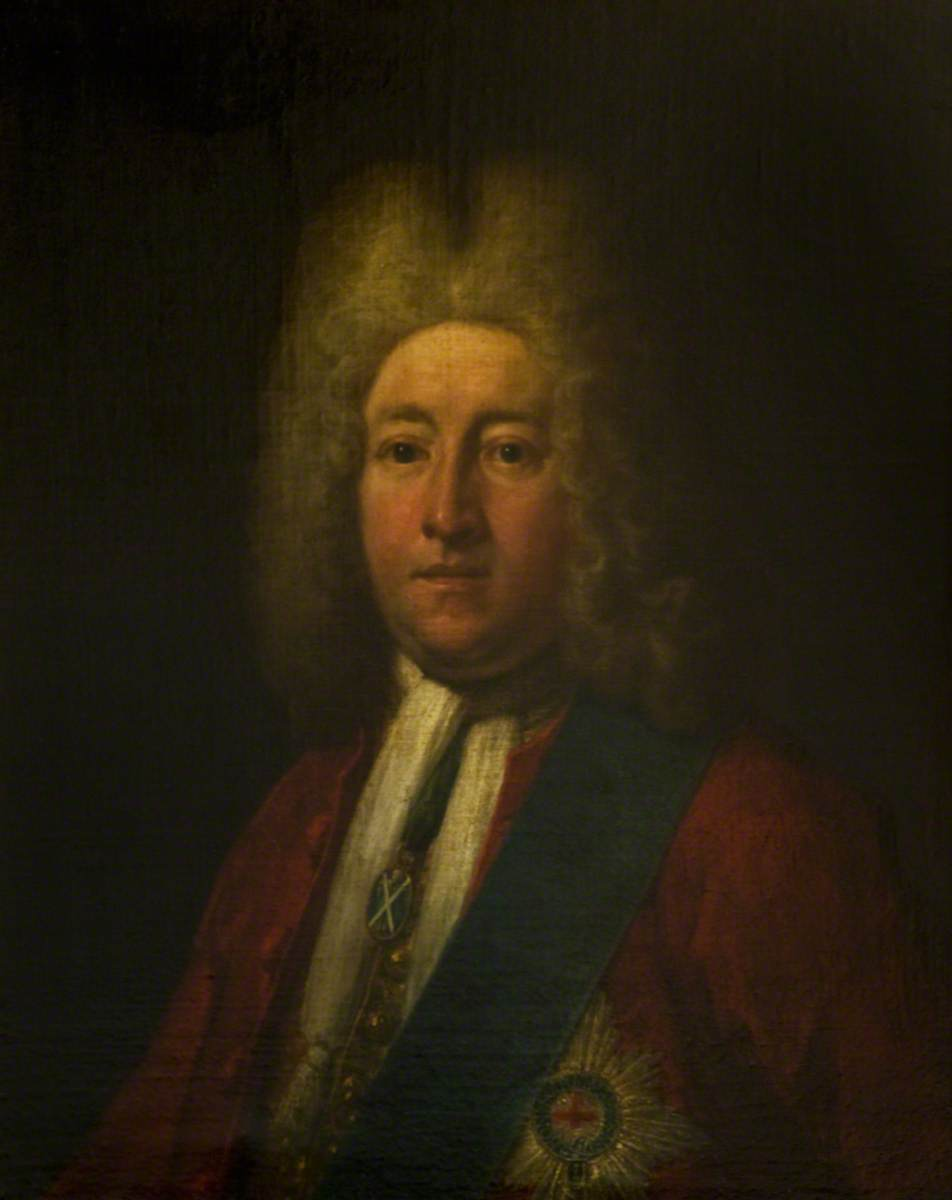
Retrato de John Erskine, conde de Mar, pintado por Hyacinthe Rigaud.

Mar se casó en primeras nupcias con Lady Margaret Hay el 6 de abril de 1703, hija de Thomas Hay, 7.º Conde de Kinnoull. Le dio un hijo, Thomas, en 1705. Lady Margaret murió cuatro años más tarde el 26 de abril de 1707. Mar se casó entonces con Lady Frances Pierrepont, hija de Evelyn Pierrepont, 1.º Duque de Kingston-a-Hull. Este matrimonio proporcionó a Mar fondos para liquidar sus deudas heredadas. Lady Frances quedó trastornada en 1728 por  la tensión de su exilio en Francia. Sobrevivió a Mar 35 años, muriendo el 4 de marzo de 1767, y fue enterrada en la iglesia de St Marylebone, Westminster.

## Parientes notables
- A través de su matrimonio con Lady Frances Pierrepont, Mar fue cuñado de Lady Mary Wortley Montagu.[1]
- El hermano de Mar, James Erskine, Lord Grange fue un notable juez.
- El hijo de Mar, Thomas Erskine, Lord Erskine sirvió como Gran Maestro de la Gran Logia de Escocia (1749-1750).

## En la cultura popular
La banda de rock progresivo Genesis escribió la canción, "Eleventh Earl of Mar" (incluida en su álbum Wind & Wuthering ), sobre Mar y la rebelión jacobita de 1715. La letra fue escrita por Mike Rutherford, que explica "Tuve esta idea después de leer un libro de historia sobre un fallido levantamiento escocés. Me gustó la idea del conde: era un poco gay, un poco acampado y un poco bien vestido ".
Es mencionado en una canción folklórica contemporánea "Cam Ye O'er Frae France ", grabada por la banda británica de rock folk Steeleye Span. 
Fue mencionado en la serie original de Starz, Outlander temporada dos, episodio dos. 
La rama Alloa de Wetherspoons se llama 'The Bobbing John'. 